# Concílio de Icônio
Os Concílios de Icônio foram (ao que se sabe) em número de três. Sobre o primeiro, ocorrido algo entre os anos 231, 235  , o segundo ocorrido em 258 e o terceiro em 276.

## Concílio de 235
O assunto tratado neste Concílio foi o rebatismo dos hereges tolerado pelo papa Estêvão I e fortemente combatido por Cipriano de Cartago. Os documentos atestam que este Concílio seguiu as prerrogativas da sé romana e ponderou sobre a aceitação do rebatismo dos montanistas. O argumentou final coube a Firmiliano, bispo de Cesareia Mázaca, que objetava que embora novo para o ocidente, o rebatismo era já uma prática corrente na Capadócia. Não é claro o número de participantes sabe-se entretanto que em sua maioria eram bispos advindos da Galácia e da Cilícia.
Posteriormente, diante da negação de algumas igrejas em adotar o rito romano, o papa Estêvão I concluiu por pela excomunhão daqueles que eram contrários à ortodoxia.gado nas igrejas orientais.

## Concílio de 258
No Concílio ocorrido em 258, os documentos e informações são escassos. O outro, ocorrido em 376, ocorreu nos momentos mais intensos da Controvérsia ariana.

## Concílio de 376
Convocado e presidido por Anfilóquio, bispo de Icônio (de 373 a 379), realizou-se em 376 para tratar das heresias grassavam na Macedônia, relativas à trindade, pois negavam a divindade do Espírito Santo. Este tema já havia sido tratado em Niceia, quando o anti-trinitarismo foi considerado herético. Anfilóquio serviu-se do escritos do amigo e patriarca de Constantinopla, Gregório para endossar as diretrizes do Concílio:
| “ | O que foi suficiente para Nicaea não é suficiente para nós... Niceia comprometeu-nos com uma doutrina trinitária, mas a doutrina trinitária não é possível se o espírito não é reconhecido como trinitário e, portanto, divino. | ” |

Com isso ele trouxe as discussões para o âmbito da lógica e prevaleceu o anteriormente decidido em Niceia.